# Gigi speciale
Gigi speciale is een Belgisch tafelbier van lage gisting.
Het bier wordt gebrouwen in Brasserie Gigi te Gérouville.
Het is een donkerblond tafelbier met een alcoholpercentage van 2,5%.